# Prêmio Artemisia
O Prêm Artemisia recompensa todo ano, no início de janeiro, um livro de quadrinhos feito por uma ou mais mulheres. O júri da premiação, organizado por uma fundação criada em 2007, também é composto exclusivamente de mulheres, tendo Chantal Montellier como presidenta e Marguerite Abouet (no júri do prêmio, até 2012), e tem como objetivo promover a produção de quadrinhos por mulheres. O nome do prêmio é uma homenagem à artista italiana Artemisia Gentileschi.
Uma primeira seleção de uma dezena de títulos publicados entre janeiro e dezembro do ano anterior é anunciada durante o mês de dezembro. O prêmio é concedido em 9 de janeiro, o aniversário do nascimento de Simone de Beauvoir.
Em 2014, por ocasião do Dia Internacional da Mulher e a entrada para o Panteão de duas mulheres, a associação organizadora do prêmio convidou nove desenhistas a produzir ilustrações para defender a paridade de gênero.

## Laureadas
| Ano  | Livro | Autora(s)                                                                     | Editora                                            |
| ---- | --- | ----------------------------------------------------------------------------- | -------------------------------------------------- |
| 2008 | Nos âmes sauvages | Johanna                                                                       | Futuropolis                                        |
| 2009 | Esthétique et filatures | Tanxxx et Lisa Mandel                                                         | KSTЯ                                               |
| 2010 | L'Île au poulailler | Laureline Mattiussi                                                           | Treize étrange                                     |
| 2011 | Trop n'est pas assez | Ulli Lust                                                                     | Çà et là                                           |
| 2012 | Mambo | Claire Braud                                                                  | L'Association                                      |
| 2013 | Charonne - Bou Kadir | Jeanne Puchol                                                                 | Tirésias                                           |
| 2014 | Ainsi soit Benoîte Groult | Catel                                                                         | Grasset                                            |
| 2015 | Irmina | Barbara Yelin                                                                 | Actes Sud / L'An 2                                 |
| 2016 | Glenn Gould, une vie à contretemps Menção especial do júri : Mourir (ça n'existe pas)                                                                                            | Sandrine Revel Théa Rojzman                                                   | Dargaud La Boîte à Bulles                          |
| 2017 | Grande prêmio : Frapper le sol Prêmio especial do júri : Quand viennent les bêtes sauvages Prêmio promessa : L'apocalypse selon Magda Prêmio humor : Le problème avec les femmes | Céline Wagner Nicole Augereau Chloé Vollmer-Lo et Carole Maurel Jacky Fleming | Actes Sud / L'An 2 Éditions FLBLB Delcourt Dargaud |
| 2018 | Grande Prêmio : Verdad Prêmio da ficção histórica : La Guerre de Catherine Prêmio humor : Idéal standard Prêmio promessa : L'Écorce des choses                                   | Lorena Canottiere Julia Billet et Claire Fauvel Aude Picault Cécile Bidault   | Ici Même Rue de Sèvres Dargaud Warum               |

## Ligação externa
- Antigo Sítio oficial da associação.
- Novo Sítio oficial da associação Artémisia.